# Glyphipterix schoenicolella
Glyphipterix schoenicolella là một loài bướm đêm thuộc họ Glyphipterigidae. Nó được tìm thấy ở Hà Lan, Bỉ, Bulgaria, Đan Mạch, Estonia, Pháp, Hy Lạp, Ireland, Ý, Latvia, Na Uy, Áo, Bồ Đào Nha, Nga, Slovakia, Tây Ban Nha, Cộng hòa Séc, the Vương quốc Anh và Thụy Điển.
Sải cánh dài 6–9 mm. Con trưởng thành bay từ tháng 6 đến tháng 8 làm một đợt.
Ấu trùng ăn Schoenus nigricans. It has also been reported from Cyperus longus.